# 張守約 (1896年)
張守約（1896年—1951年4月21日），陝西省三原縣人。民國37年（1948年）在農會西北區當選第一屆立法委員。

## 生平[1][2]
- 西北大學畢業
- 陝西靖國軍總司令部秘書
- 中國國民黨陝西省黨部指導委員、洛川黨務辦事處主任
- 全省禁菸督察團副團長，三原民治中學校長、私立建國中學校長[3]
- 耀縣縣長
- 國民參政會參政員
- 陝西省臨時參議會參議員
- 當選立法委員，出席第一會期內政及地方自治委員會、農林及水利委員會、衛生委員會
- 1951年4月21日，在西安被殺[4][5]